# قضیه نیمساز زاویه

در این عکس داریم: BD/DC = AB/AC.

قضیه  در هر مثلث، نیمساز هر زاویه داخلی، ضلع مقابل خود را به نسبت اضلاع خود قسمت می کند. 
در مثلث شکل مقابل AD نیمساز زاویه ی داخلی A می باشد. در نتیجه نسبت زیر بر قرار است.
{\displaystyle {\frac {|BD|}{|DC|}}={\frac {|AB|}{|AC|}}}

## اثبات قضیه
مثلث ABC مطابق شکل مفروض است.

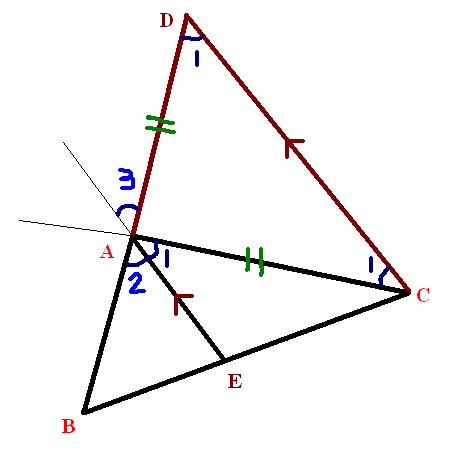
یاا قضیه ی زاویه ی نیمساز.

از راس C خطی به موازات AE رسم می کنیم تا امتداد AB را در D قطع کند.
بنابر قضیه ی خط مورب دو خط موازی داریم:
A1=C1
همچنین D1 نیز با A2 برابر است. بنابر خط مورب دو خط موازی داریم:
D1=A2
از طرفی چون طبق فرض A1 و A2 برابرند (بعلت اینکه AE نیم ساز داخلی A در مثلث ABC است) پس داریم:
C1=D1
پس بنابر ویژگی های مثلث متساوی‌الساقین می توان نتیجه گرفت که ADC یک مثلث متساوی‌الساقین است. پس داریم:
{\displaystyle AD=AC}
حال در مثلث BCD که دو ضلع AE و DC موازی هستند، بنابر قضیه تالس می توانیم بنویسیم:
{\displaystyle {\frac {|BA|}{|AD|}}={\frac {|BE|}{|EC|}}}
حال چون نتیجه گرفتیم که {\displaystyle AD=AC} پس می توانیم بنویسیم:
{\displaystyle {\frac {|BA|}{|AC|}}={\frac {|BE|}{|EC|}}}
که با این کار به حکم قضیه می رسیم و قضیه اثبات می شود.

## کاربردهای قضیه
یکی از کاربرد های مهم این قضیه در اثبات قضیه ی زیر است.
در هر مثلث متساوی‌الاضلاع، نیمساز هر زاویه داخلی، بر میانه منطبق است.
به راحتی با استفاده از قضیه ی زاویه ی نیمساز می توانیم بگوییم که نیم ساز زاویه ی دو ساق، ضلع مقابل را به نسبت دو ساق تقسیم می کند. از آنجا که دو ساق در این مثلث با هم برابرند پس این نیم ساز ضلع روبرو را نصف می کند. که این به معنای آن است که این نیم ساز همان میانه ی ضلع مقابل هم می باشد.

## قضیه در فضای سه بعدی
این قضیه در یک صفحه اثبات شد. چون این قضیه مربوط به یک مثلث می باشد، و از هر سه نقطه ی درون فضا تنها یک صفحه می‌گذرد، می توان نتیجه گرفت که برای هر مثلث درون فضا نیز این قانون وجود دارد و این قضیه در فضا هم می تواند مطرح شود.